# Rineloricaria teffeana
Rineloricaria teffeana är en fiskart som först beskrevs av Steindachner, 1879.  Rineloricaria teffeana ingår i släktet Rineloricaria och familjen Loricariidae. Inga underarter finns listade i Catalogue of Life.